# ATE IVb
Die ATE IVb waren vierfach gekuppelte Güterzug-Schlepptenderlokomotiven der k.k. priv. Aussig-Teplitzer Eisenbahn (ATE).

## Geschichte
Vor allem für die schwierig trassierte Nordböhmische Transversalbahn von Teplitz nach Reichenberg benötigte die ATE ab 1897 neue leistungsstarke Lokomotiven für den universellen Einsatz. Nach dem Vorbild der von der Sächsischen Maschinenfabrik in Chemnitz gelieferten ATE IVa entwickelte die Wiener Neustädter Lokomotivfabrik eine vierfach gekuppelte Lokomotive.
Die Wiener Neustädter Lokomotivfabrik und die Lokomotivfabrik Floridsdorf fertigten 1897 je fünf Lokomotiven mit den Bahnnummern 101 bis 105 (Wr. Neustadt 4007–4011) und 106 bis 110 (Floridsdorf). Sie erhielten die Namen GINZKEY, LOBOSITZ, BORESLAU, SCHIMA, WOPPARN, RADOBIL, KREUZBERG, KLETSCHEN, LOBOSCH und MONDSCHEIN.
Nach der Verstaatlichung der ATE im Jahr 1924 erhielten die Lokomotiven von den Tschechoslowakischen Staatsbahnen (ČSD) 1925 die neue Reihenbezeichnung 412.1.
Auch in der ČSD-Zeit blieben die Lokomotiven auf ihrer Stammstrecke beheimatet. Als Splittergattung wurden sie bis in die 1930er Jahre ausgemustert und verschrottet. Von den ATE IVb blieb keine Lokomotive museal erhalten.